# ハルモニア・ムンディ
ハルモニア・ムンディ（Harmonia Mundi）
- ハルモニア・ムンディ - フランスの音楽レーベル。本稿で詳述する。

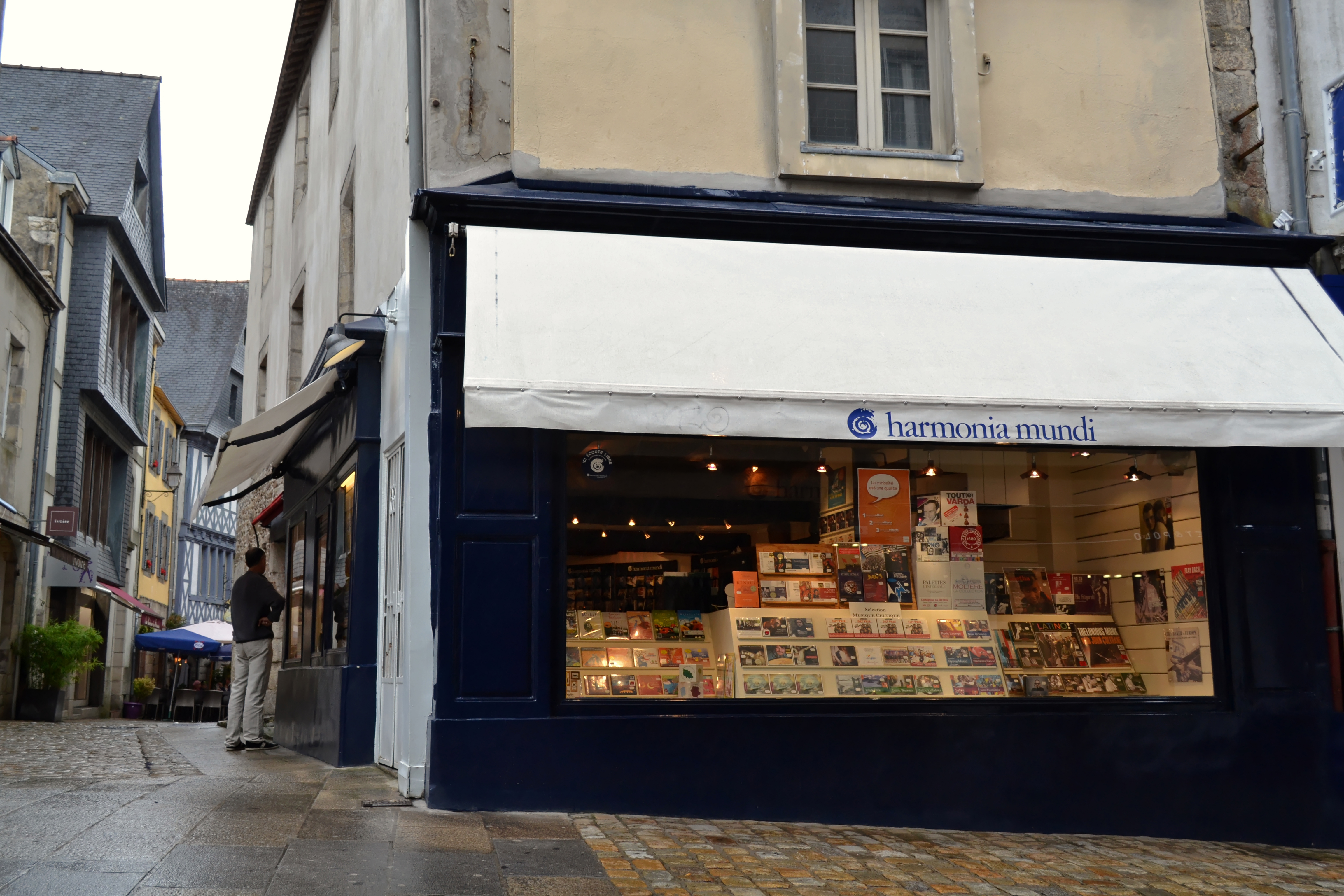
フランスのカンペールにあるハルモニア・ムンディの小売店

- ハルモニア・ムンディ - アメリカ合衆国の音楽レーベル。フランスのハルモニア・ムンディの支店。
  - ドイツ・ハルモニア・ムンディ（英語版） - ドイツのクラシック音楽レーベル。ソニー・ミュージックエンタテインメント (米国)に属する。フランス、アメリカ合衆国のハルモニア・ムンディとは関係はない。

フランスのハルモニア・ムンディ（Harmonia Mundi）は、インディペンデントの音楽レーベル。1958年、フランス南部のアルルでベルナルド・クータ（Bernard Coutaz）が設立した。名前はラテン語のフレーズで、意味は「世界の調和」である。
カタログは基本的にクラシック音楽が専門で、ワールドミュージック関連はWorld Villageを通して出している。

## 主なアーティスト、アンサンブル
- ベルリン古楽アカデミー
- レザール・フロリサン
- イルジー・ビエロフラーヴェク
- エマニュエル・ベルトラン（フランス語版）
- アノニマス4（英語版）
- カントゥス・ケルン（ドイツ語版）
- ウィリアム・クリスティ
- コレギウム・ヴォカーレ・ヘント（ゲント）（英語版）
- コンチェルト・ヴォカーレ（英語版）
- カザルス四重奏団（フランス語版）
- アルフレッド・デラー
- ロール・ディールティエンス（英語版）
- リチャード・エガー（フランス語版）
- クレマン・ジャヌカン・アンサンブル（英語版）
- アンサンブル・エクスプロラシオン（Ensemble Explorations）
- エストニア・フィルハーモニー室内合唱団（英語版）
- イザベル・ファウスト
- ベルナルダ・フィンク（英語版）
- ジョエル・フレデリクセン（ドイツ語版）
- フライブルク・バロック管弦楽団
- フレットワーク（英語版）
- ヴェルナー・ギューラ（英語版）
- フィリップ・ヘレヴェッヘ
- ポール・ヒリアー（英語版）
- シアター・オブ・ヴォイシズ（英語版）
- ウエルガス・アンサンブル
- ルネ・ヤーコプス
- エルサレム弦楽四重奏団（英語版）
- コンラート・ユングヘーネル（英語版）
- マリア・クリスティーナ・キール（英語版）
- アンドリュー・ローレンス＝キング（英語版）
- ポール・ルイス（英語版）
- アンドルー・マンゼ
- ジョン・ナカマツ（英語版）
- ポール・オデット（英語版）
- シャンゼリゼ管弦楽団
- オルランド・コンソート（英語版）
- ハヴィエル・ペリアネス（英語版）
- ヒレ・パール（英語版）
- アラン・プラネス（フランス語版）
- ジョセプ・ポンス（英語版）
- プラハ・フィルハーモニー管弦楽団
- アルカント弦楽四重奏団（Quatuor Arcanto）
- ジャン＝ギアン・ケラス
- ダニエル・ロイス（英語版）
- RIAS室内合唱団
- アンドレアス・ショル（英語版）
- モーリス・シュテーガー（スティガー、シテーガー）（英語版）
- アンドレアス・シュタイアー
- アレクサンドル・タロー
- セドリック・ティベルギアン（フランス語版）
- 東京クヮルテット
- トリオ・ヴァンダラー（フランス語版）
- パウル・ヴァン・ネーヴェル（英語版）
- ドミニク・ヴィス（フランス語版）